# Атисапан-де-Сарагоса
Атисапан-де-Сарагоса (исп. Atizapán de Zaragoza) — муниципалитет в Мексике, входит в штат Мехико. Население — 467 262 человека.

## История
Город основан декретом конгресса Мексики от 31 августа 1874 года. Получил приставку "де Сарагоса" в честь генерала и национального героя Мексики Игнасио Сарагосы.

## Фотографии

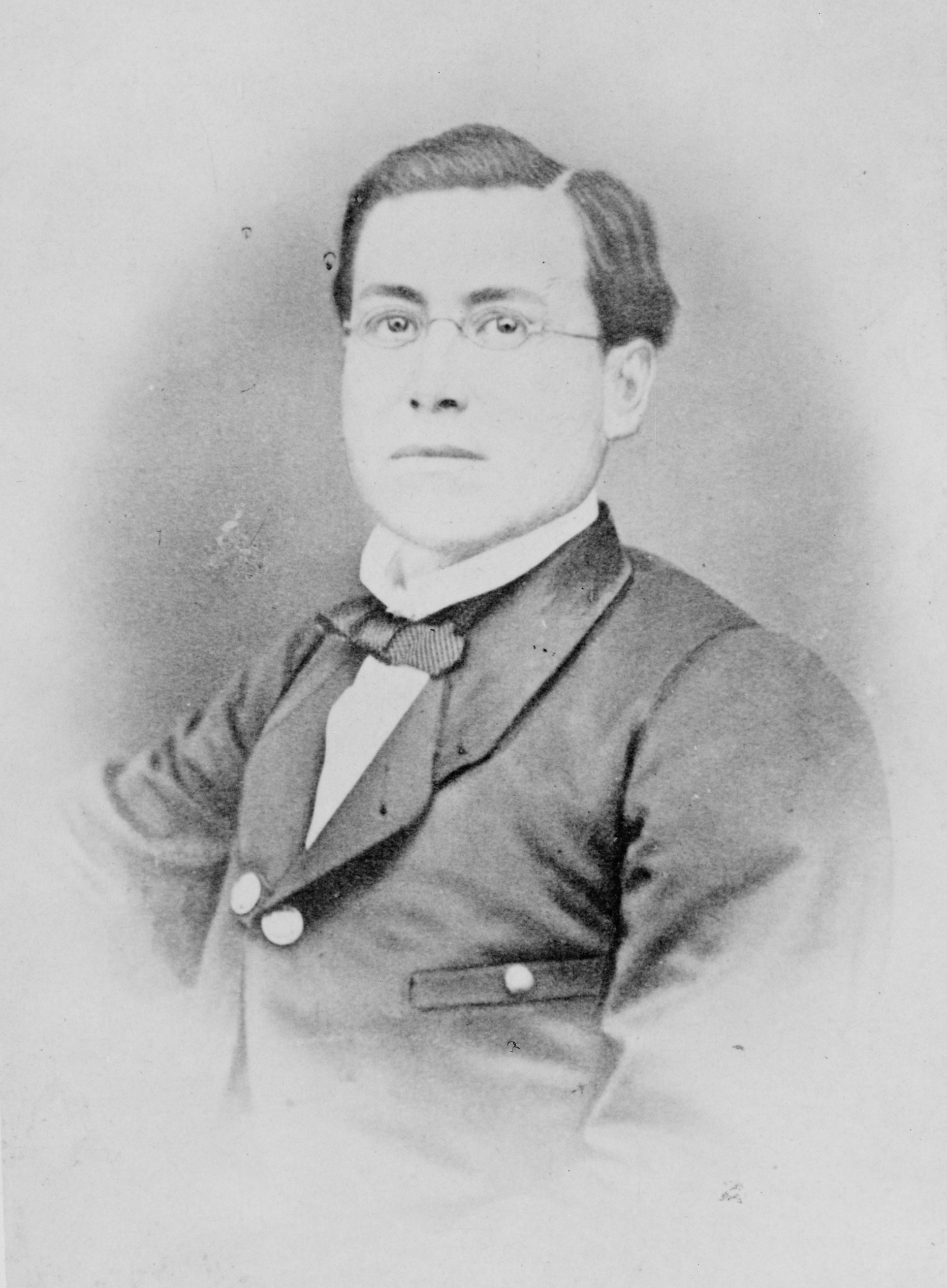